# 丁皓
丁皓（1939年10月9日—1967年5月23日），原名丁宝仪，英文名 Kitty Ting Hao，是香港50-60年代著名女演员，昵称为“小情人”。于1967年5月23日在美国自杀身亡。

## 生平
丁皓出生于葡属澳门，祖籍广东东莞，因为父亲的关系，丁皓从小四处奔波，曾在上海和越南居住过。1950年移居香港，1955年报考国际电影懋业电影公司，被导演岳枫和钟启文相中并录入电懋为基本演员。1956年出道，首部电影是《青山翠谷》（1956）。1958年以电影《小情人》一炮而红，因此获得“小情人”的称呼，是电懋50年代二线花旦之一，次于葛兰，尤敏，林翠等人，和王莱并列。1963年与电懋公司解约，后短暂在丽的呼声电台主持节目。随后试图在粤语片中重创高峰，但未能如愿，1965年与丈夫分居离婚，所生之子归前夫抚养。1966年移民美国洛杉矶，次年在事业婚姻皆不如意的情况下，因思念儿子，个性强悍的丁皓手拿儿子照片自杀身亡，終年27岁，去世前分别给前夫，男友杨先生及两位男友人留了四封遗书。
此外，1963年她與馬來西亞商人林子照的婚禮乃本港戰後首次公開舉行之佛教婚禮，儀式由筏可法師主持。

## 电影作品
- 1956年《青山翠谷》
- 1957年《天作之合》
- 1957年《曼波女郎》
- 1957年《两傻大闹摄影场》
- 1958年《小情人》
- 1958年《人财两得》
- 1959年《家有喜事》
- 1959年《悬崖》
- 1959年《两傻大闹太空》
- 1960年《野姑娘》
- 1960年《喜相逢》
- 1960年《古屋疑云》
- 1960年《玉楼三凤》
- 1960年《母与女》
- 1961年《游戏人间》
- 1961年《南北和》
- 1961年《体育皇后》
- 1962年《萍水奇缘》
- 1962年《南北一家亲》
- 1962年《痴情》
- 1962年《一段情》
- 1963年《荷花》
- 1964年《魔鬼的爱情》
- 1964年《北凤南凰》
- 1964年《鬼凶手》
- 1965年《乡下妹出城》
- 1965年《特务黑蜘蛛》
- 1965年《诗礼传家》（上集）
- 1965年《摩登马骝精》
- 1965年《青山依旧夕阳红》
- 1965年《摩登济公》
- 1965年《捞世界要醒目》
- 1966年《书剑幽魂》
- 1966年《四姊妹》
- 1966年《通天晓》
- 1966年《情贼黑牡丹》

## 外部連結
- 丁皓在香港影庫上的簡介